# Рандолф (тауншип, Миннесота)
Рандолф (англ. Randolph) — тауншип в округе Дакота, Миннесота, США. На 2000 год его население составило 536 человек.

## География
По данным Бюро переписи населения США площадь тауншипа составляет 27,5 км², из которых 24,4 км² занимает суша, а 3,1 км² — вода (11,39 %).

## Демография
По данным переписи населения 2000 года здесь находились 536 человек, 192 домохозяйства и 157 семей.  Плотность населения —  22,0 чел./км².  На территории тауншипа расположено 207 построек со средней плотностью 8,5 построек на один квадратный километр. Расовый состав населения: 99,44 % белых, 0,19 % коренных американцев, 0,19 % — других рас США и 0,19 % приходится на две или более других рас. Испанцы или латиноамериканцы любой расы составляли 2,43 % от популяции тауншипа.
Из 192 домохозяйств в 31,8 % воспитывались дети до 18 лет, в 74,5 % проживали супружеские пары, в 2,1 % проживали незамужние женщины и в 18,2 % домохозяйств проживали несемейные люди. 13,0 % домохозяйств состояли из одного человека, при том 6,3 % из — одиноких пожилых людей старше 65 лет. Средний размер домохозяйства — 2,79, а семьи — 3,09 человека.
25,2 % населения — младше 18 лет, 8,2 % — в возрасте от 18 до 24 лет, 28,0 % — от 25 до 44, 27,2 % — от 45 до 64, и 11,4 % — старше 65 лет. Средний возраст — 38 лет. На каждые 100 женщин приходилось 101,5 мужчин.  На каждые 100 женщин старше 18 приходилось 109,9 мужчин.
Средний годовой доход домохозяйства составлял 62 222 доллара, а средний годовой доход семьи —  66 667 долларов. Средний доход мужчин —  45 000  долларов, в то время как у женщин — 26 094. Доход на душу населения составил 28 277 долларов. За чертой бедности находились 0,6 % семей и 3,1 % всего населения тауншипа, из которых 4,1 % младше 18 и 8,2 % старше 65 лет.